# Cipancuh
Cipancuh is een bestuurslaag in het regentschap Indramayu van de provincie West-Java, Indonesië. Cipancuh telt 9329 inwoners (volkstelling 2010).